# هربرت باول (لاعب كرة قدم)
هربرت باول (بالألمانية: Herbert Paul)‏ هو لاعب كرة قدم ألماني، ولد في 11 فبراير 1994 في إنغولشتات في ألمانيا. لعب مع غرويتر فورت.

## وصلات خارجية
- هربرت باول على موقع قاعدة بيانات كرة القدم.إي يو (الإنجليزية)
- هربرت باول على موقع عالم كرة القدم.نت (الإنجليزية)